# Forest (Tansania)
Forest ist ein Verwaltungsbezirk (Ward) des Distrikts Mbeya (CC) in der tansanischen Region Mbeya.

## Geografie
Forest ist ein Stadtbezirk im Westen des Zentrums der Regionshauptstadt Mbeya. Die Grenze im Osten bildet die Nationalstraße T8, im Süden die Nationalstraße T1. Die Fläche des Stadtteils beträgt 4,7 Quadratkilometer und bei der Volkszählung 2022 lebten hier 9774 Menschen in 3026 Haushalten.

## Gliederung
Der Bezirk besteht aus sieben Stadtteilen (Mtaa):
- Meta
- Kadege
- Muungano
- Makanisani
- Benki Kuu
- Maghorofani
- Forest Mpya

## Wirtschaft und Infrastruktur
- Bildung: Im Bezirk liegen die Catholic University of Mbeya,[6] die Mzumbe University[7] sowie die St. Francis Girls Secondary School.[2]
- Gesundheit: Im Bezirk befindet sich eine Zahnklinik.[8]